# روبرت توماس مور
روبرت توماس («ر. ت.») مور (بالإنجليزية: Robert Thomas Moore) (وُلد في 24 يونيو 1882 - تُوفي في 30 أكتوبر 1958) كان رجل أعمال أمريكي وعالم طيور، ومتبرع للأعمال الخيرية، وأيضاً رئيس تنفيذي ومؤسس لجمعية جوائز جبل بوريستون للشعر. في نعيه، كتب ليونيل ستيفنسون، «روبرت توماس مور كان رجلاً استثنائياً وخليطاً ما بين الشاعر والعالم ورجل الأعمال».
مور هو ابن هنري مور، رجل الأعمال الثري في فيلادلفيا. حصل مور على درجة البكالوريوس من جامعة بنسلفانيا في عام 1904 وشهادة ماجيستر في الفنون من جامعة هارفارد في عام 1905 في الأدب الإنجليزي. كان والد مور من مدينة مين، وكان يملك معسكراً للعطل العائلية في بيج بينسو. اشترى مور أرضاً على جبل بوريستون في ولاية مين حيث أنشأ شركة فوكس جبل بوريستون. قامت الشركة بتشغيل العديد من مزارع الفراء التي التي كانت تعتمد على فراء الثعالب في في صناعتها، وتقوم بصنع الملابس. في عام 1921، أصبحت مزرعة جبل بوريستون معروفة بكونها «المزرعة الرائدة في أمريكا الشمالية». حيث تم افتتاحها في عام 1920 بالقرب من بحيرة الدب الكبير في جنوب كاليفورنيا.
بالإضافة إلى أنشطته التجارية، كان مور عالم وباحث نشيط في مجال علم الطيور حيث قام بنشر حوالي 60 ورقة بحثية علمية عن الطيور. في عام 1911-1916 ترأس مور تحرير مجلة كاسينيا، وهي مجلة نادي نهر ديلاوير لعلم الطيور. انتقل بعدها مور إلى كاليفورنيا حوالي عام 1929، وأصبح زميلاً في قسم علم الحيوان في معهد كاليفورنيا للتقنية. وفي عام 1933 اُستُأجر هو وصديقه تشيستر لامب للمساعدة في بناء مجموعته من الطيور. عمل لامب مع مور على المشروع لمدة 22 عاماً، وجمعا ما يقرب من 40,000 من عينات الطيور والثدييات في المكسيك من عام 1933 حتى عام 1955. كتب هربرت فريدمان أن «الإنجاز الكبير يعود فضله لما جمعه مور من تشكيلات للطيور، التي تحتوي على حوالي 65,000 طائر، أكثر من 80 في المئة من المكسيك، و1000 من الثدييات». ولا يزال مختبر مور لعلم الحيوان في كلية أوكسيدنتال يعمل بعد نصف قرن من وفاة مور، والمدير الحالي له هو الدكتور جون ماكورماك ويلاحظ فريدمان بشكل خاص أن مور قام باكتشاف نوعين جديدين من أجناس الطيور؛ وأيضاً يرجع الفضل إلى مور في نظام المعلومات التصنيفية المتكامل التي كان يقوم بها في بحوثه ودراساته. ومع اكتشاف خمسة أنواع من الطيور (القيق المقنزع، تناجر الجبال المقنع، ببغاء كستنائي الجبهة، اللعوب قصير العرف، وبومة البلساس الصراخة) وثلاثين نوعاً آخر.
مور كان أول من تسلق بركان جبل سانجاي في الإكوادور عام 1929. من 1934-1938، ترأس مور لجنة غالاباغوس في الإكوادور، التي عملت على الحفاظ على التاريخ الطبيعي لأرخبيل غالاباغوس. وفي عام 1940، اُنتخب زميلاً في اتحاد علماء الطيور الأمريكيين.
في عام 1946، أنشأ مور جمعية جوائز الشعر في بورستون. وفي عام 1949، نشر مختارات من القصائد والتي تم نشرها في عام 1948 من قبل المجلات باللغة الإنجليزية في جميع أنحاء العالم؛ وتم منح عائدات جوائز تلك القصائد الفائزة للفقراء وكان مجموعة من الشعراء الذين يعملون كقضاة متطوعين في توزيع الأموال واستمرت الجوائز ونشر المختارات سنوياً حتى عام 1977، وبعد وفاة مور في عام 1958. ثم أنشأ مؤسسة مور الخيرية لتكاليف مصاريف إدارة الجوائز ونشر مختاراتها.
بعد وفاة مور، مُنحت الأرض التي كان يملكها في جبل بوريستون إلى جمعية أودوبون الوطنية؛ وتم توسيع الحيازات في جمعية أودوبون في وقت لاحق على شكل هدايا إضافية من قبل ابن مور وابنته، ومساحة الأرض الحالية هي 1639 فدان (663 هكتار). وفي عام 2000، نُقلت ملكية الملجأ إلى جمعية مين أودوبون؛ واليوم الحرم مفتوح للمتجولون والعامة، ويضم مركز روبرت توماس مور للطبيعة.